# Asienspiele 2018/Moderner Fünfkampf
Bei den Asienspielen 2018 wurden vom 31. August bis 1. September 2018 zwei Wettbewerbe im Modernen Fünfkampf ausgetragen. Austragungsort war das APM Equestrian Center in Tigaraksa.
Ausgetragen wurde jeweils ein Einzelwettbewerb bei den Männern und bei den Frauen.

## Bilanz

### Medaillenspiegel
| Platz  | Land     | Gold | Silber | Bronze | Gesamt |
| ------ | -------- | ---- | ------ | ------ | ------ |
| 1      | Südkorea | 1    | 2      | 1      | 4      |
| 2      | China    | 1    | —      | 1      | 2      |
| Gesamt | Gesamt   | 2    | 2      | 2      | 6      |

### Medaillengewinner
| Disziplin     | Gold          | Silber     | Bronze      |
| ------------- | ------------- | ---------- | ----------- |
| Männer Einzel | Jun Woong-tae | Lee Ji-hun | Luo Shuai   |
| Frauen Einzel | Zhang Mingyu  | Kim Se-hee | Kim Sun-woo |